# Carnegie Institution for Science

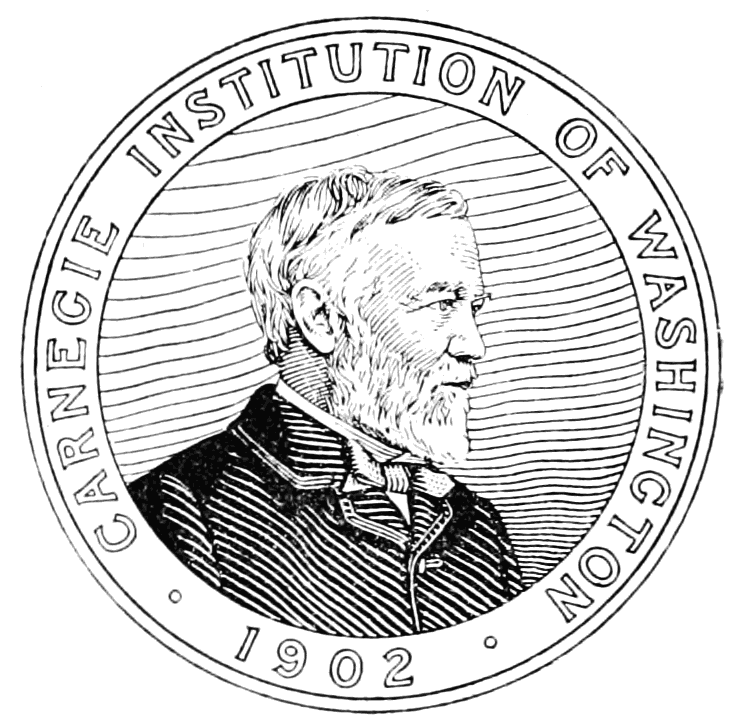
Segell de la institució

La Carnegie Institution for Science (CIS), o Carnegie Institution of Washington (CIW), és una fundació estatunidenca amb seu a Washington DC, sense ànim de lucre, dedicada al foment de la ciència i l'aplicació d'aquests coneixements a la millora de la humanitat.

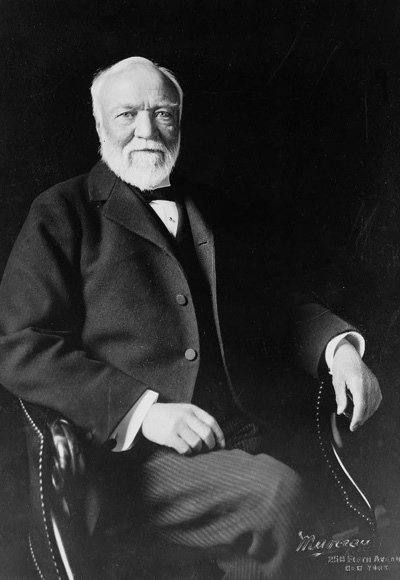
Andrew Carnegie

## Història
El 1901, l'empresari estatunidenc d'origen escocès Andrew Carnegie (1835-1919) es retirà dels seus negoci per dedicar-se a la filantropia. Entre els seus projectes considerà l'establiment d'una universitat nacional a Washington DC, similar a les grans universitats europees. Com que estava preocupat que una nova universitat podria debilitar les institucions existents, optà per fundar una organització de recerca independent que facilitàs el coneixement científic bàsic. Carnegie contactà amb el president dels Estats Units Theodore Roosevelt (1858-1919) declarant-li que estava disposat a dotar la nova institució amb 10 milions de dòlars. Com a membres nats de la primera junta de síndics, Carnegie trià el President dels Estats Units, el President del Senat, el president de la Cambra de Representants, el secretari de la Smithsonian Institution i el president de l'Acadèmia Nacional de Ciències. En total seleccionà 27 homes els quals es reuniren per primer cop a l'oficina del Secretari d'Estat el 29 de gener de 1902, i Daniel C. Gilman, que havia estat president de la Universitat Johns Hopkins, en fou elegit president. Oficialment la institució fou constituïda pel Congrés dels Estats Units el 1903. Carnegie amplià la dotació inicial amb 2 milions de dòlars més el 1907 i amb 10 milions més el 1911.
Inicialment, el president i síndics dedicaren gran part de pressupost de la institució a les subvencions individuals en diversos camps, com l'astronomia, l'antropologia, la literatura, l'economia, la història i les matemàtiques. Sota la direcció de Robert Simpson Woodward, que es convertí en president el 1904, la junta canvià prengué la decisió de donar un suport substancial als departaments d'investigació, més que als individus. Aquest enfocament permeté que es concentrassin els recursos en un menor nombre de camps i grups d'investigadors.
Des del principi, la Carnegie Institution ha estat com un explorador de noves àrees a descobrir, però sovint deixant el desenvolupament a altres. Aquesta filosofia ha fomentat noves àrees de la ciència i ha donat lloc a beneficis inesperats per a la societat, incloent el desenvolupament de blat de moro híbrid, el radar, la tecnologia que portà al vidre Pyrex, i noves tècniques d'interferència d'ARN.

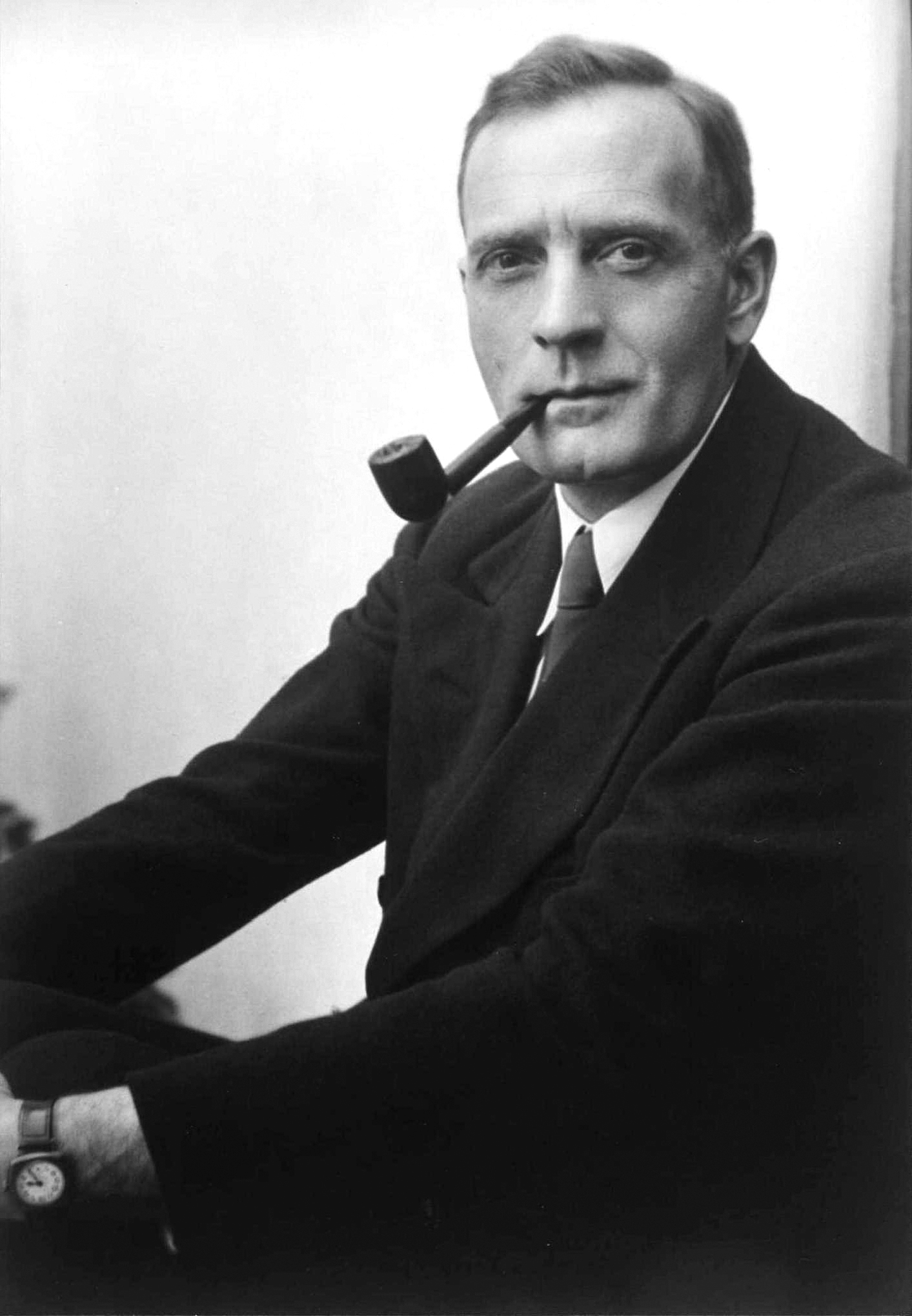
Edwin Powell Hubble el 1931

## Científics destacats
Entre els investigadors que hi han fet recerca destaquen:
- Edwin Hubble (1889-1953), que revolucionà l'astronomia amb el descobriment de l'expansió de l'Univers i que existeixen més galàxies que la Via Làctia.
- Charles Richter (1900-1985), creador de l'escala de Richter que, fins que es desenvolupà l'escala sismològica de magnitud de moment el 1979, s'emprà per quantificar la intensitat dels terratrèmols..
- Barbara McClintock (1902-1992), que rebé el Premi Nobel de Medicina o Fisiologia l'any 1983 pels seus descobriments en genètica.
- Alfred Hershey (1908-1997), Premi Nobel de Medicina o Fisiologia l'any 1969 pels seus descobriments referents al mecanisme de la rèplica i l'estructura genètica dels virus.
- Vera C. Rubin (1928), que confirmà l'existència de matèria fosca a l'Univers.
- Andrew Fire (1959), que rebé el Premi Nobel de Medicina o Fisiologia l'any 2006 pels descobriments de la interferència d'ARN (RNAi), una interferència que produeix una degradació de l'ARN missatger (ARNm) i a la inhibició de l'expressió de la proteïna corresponent.[1]

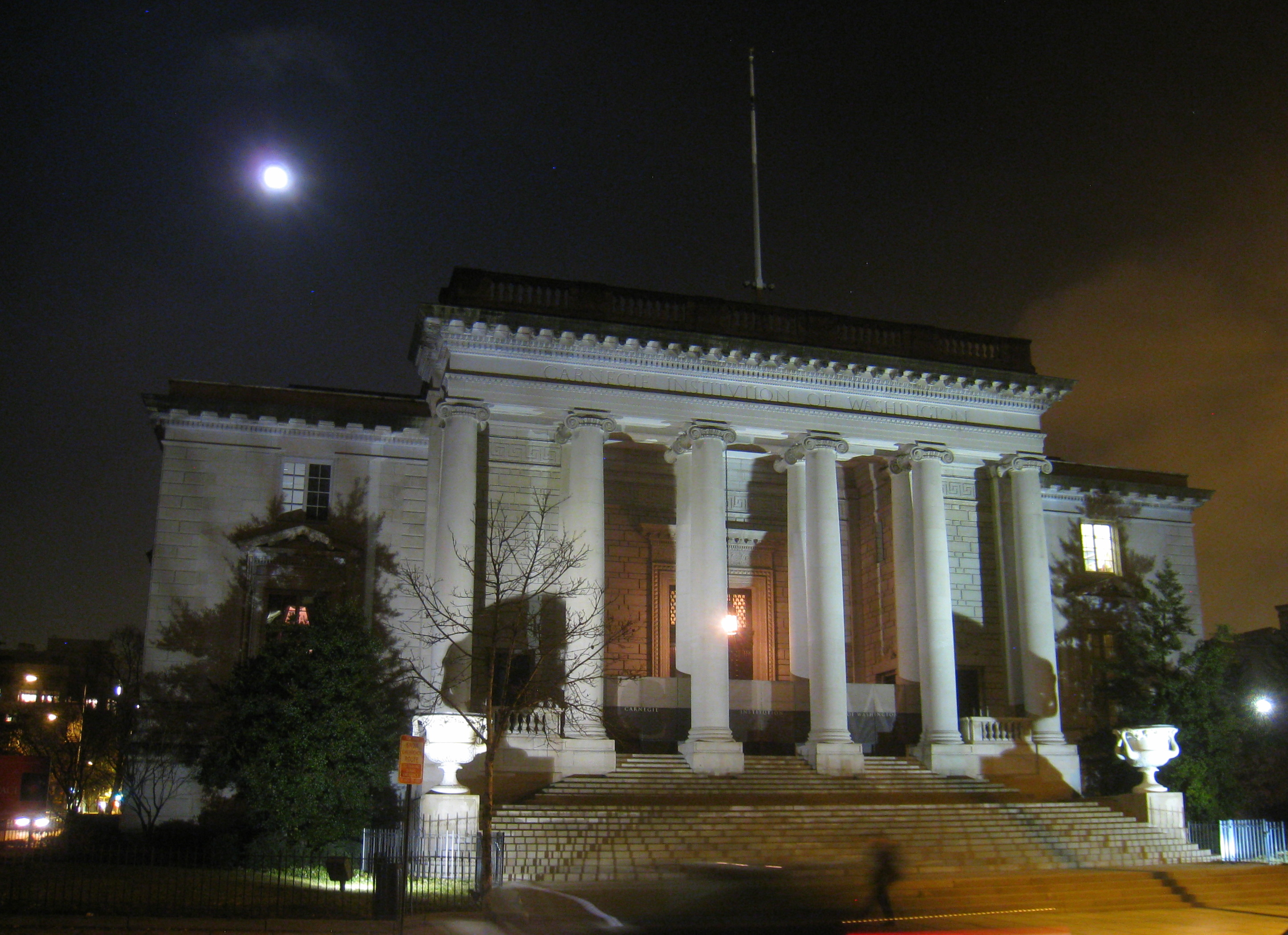
Edifici d'administració a Washington DC

## Departaments
Actualment la Carnegie Intitution s'organitza en sis departaments:
- Departament d'Embriologia ubicat a Baltimore, Maryland.
- Laboratori de Geofísica, amb seu a Washington DC.
- Departament d'Ecologia Global, situat a Stanford, Califòrnia.
- Observatoris, a Pasadena, Califòrnia.
- Departament de Biologia Vegetal, ubicat a Stanford, Califòrnia.
- Departament de Magnetisme Terrestre, amb seu a Washington DC.[2]